# Karamahmutlu, Niğde
Karamahmutlu là một xã thuộc huyện Bor, tỉnh Niğde, Thổ Nhĩ Kỳ. Dân số thời điểm năm 2011 là 163 người.